# Wendschotter und Vorsfelder Drömling mit Kötherwiesen
Wendschotter und Vorsfelder Drömling mit Kötherwiesen bezeichnet ein Naturschutzgebiet in der niedersächsischen Stadt Wolfsburg.

## Allgemeines
Das Naturschutzgebiet mit dem Kennzeichen NSG BR 088 ist rund 722 Hektar groß. Es ist vollständig Bestandteil des FFH-Gebietes „Drömling“ und zu einem großen Teil Bestandteil des Vogelschutzgebietes „Drömling“. Das Naturschutzgebiet grenzt im Nordosten an die Naturschutzgebiete „Nördlicher Drömling“ und „Politz und Hegholz“ und im Osten an das Naturschutzgebiet „Südlicher Drömling“ sowie im Südosten kleinflächig an das Landschaftsschutzgebiet „Drömling“. Das zum 2. Dezember 1988 ausgewiesene, rund 609 Hektar große Naturschutzgebiet „Wendschotter und Vorsfelder Drömling“ ging vollständig im neu ausgewiesenen Naturschutzgebiet auf. Ebenfalls ging der auf dem Gebiet der Stadt Wolfsburg nördlich der Aller an das bisherige Naturschutzgebiet angrenzende Teil des Landschaftsschutzgebietes „Drömling“ in dem neu ausgewiesenen Naturschutzgebiet auf. Das Gebiet steht seit dem 6. August 2020 unter Naturschutz. Zuständige untere Naturschutzbehörde ist die Stadt Wolfsburg.
Das Gebiet ist Bestandteil des von November 2002 bis Oktober 2012 durchgeführten Naturschutzgroßprojekts Niedersächsischer Drömling.

## Beschreibung
Das Naturschutzgebiet liegt östlich der Wolfsburger Stadtteile Wendschott und Vorsfelde im Drömling, einem Niedermoorgebiet, das zum größeren Teil zu Sachsen-Anhalt und zum kleineren Teil zu Niedersachsen gehört. Das heute unter Schutz stehende Gebiet war bis in das 18. Jahrhundert fast unzugänglich. Durch Meliorationsmaßnahmen wurde es urbar gemacht. Charakteristisch für die Meliorationsmaßnahmen waren im 19. Jahrhundert die Anlage von Grabensystemen der Rimpau’schen Moordammkultur, die teilweise bis heute erhalten sind.
Das Gebiet wird von überwiegend extensiv genutztem Grünland auf Niedermoor mit hohem Grundwasserspiegel geprägt, das von zahlreichen Gräben durchzogen ist. Die Mächtigkeit des Niedermoors beträgt 25 bis 90 Zentimeter. Die überwiegend feuchten bis nassen Grünländer werden als Mähwiesen und Weiden genutzt. Teile des Gebietes werden von Röhrichten, Seggenrieden und Hochstaudenfluren eingenommen. In weiteren Teilen des Naturschutzgebietes stocken Feuchtgebüsche, Au- und Bruchwälder.
Die Niederungslandschaft wird von der Aller durchflossen. Im Westen verläuft die Wipperaller, die hier teilweise die Grenze des Naturschutzgebietes bildet. Beide Fließgewässer sind in ihrem Verlauf begradigt. Das Gebiet wird bei Hochwasser der Fließgewässer überflutet. Das Naturschutzgebiet wird etwa mittig von Südwest nach Nordost vom Mittellandkanal gequert.
Im Südwesten schließen sich die zwischen Mittellandkanal und Bundesstraße 188 liegenden Kötherwiesen an. Sie sind von einem Mosaik aus feuchten bis nassen Grünland, Seggenrieden, Röhrichten und Hochstaudenfluren geprägt, das im Rahmen von Kompensationsmaßnahmen entstanden ist. In die Wiesen sind Stillgewässer und vereinzelte Gehölze eingebettet.
Das Naturschutzgebiet ist Lebensraum einer artenreichen Flora und Fauna. In den Grünlandkomplexen siedeln unter anderem Wiesenalant, Gelbe und Glänzende Wiesenraute, Wiesenschaumkraut, Kuckuckslichtnelke, Scharfer Hahnenfuß, Knöllchensteinbrech, Wiesenplatterbse, Sumpfhornklee, Vogelwicke, Wiesensegge, Walzensegge, Knäuelbinse, Feldhainsimse, Glatthafer, Wiesenfuchsschwanz und Gewöhnliches Ruchgras. In Hochstaudenfluren und Röhrichten siedeln beispielsweise Sumpfplatterbse und Sumpfgreiskraut.

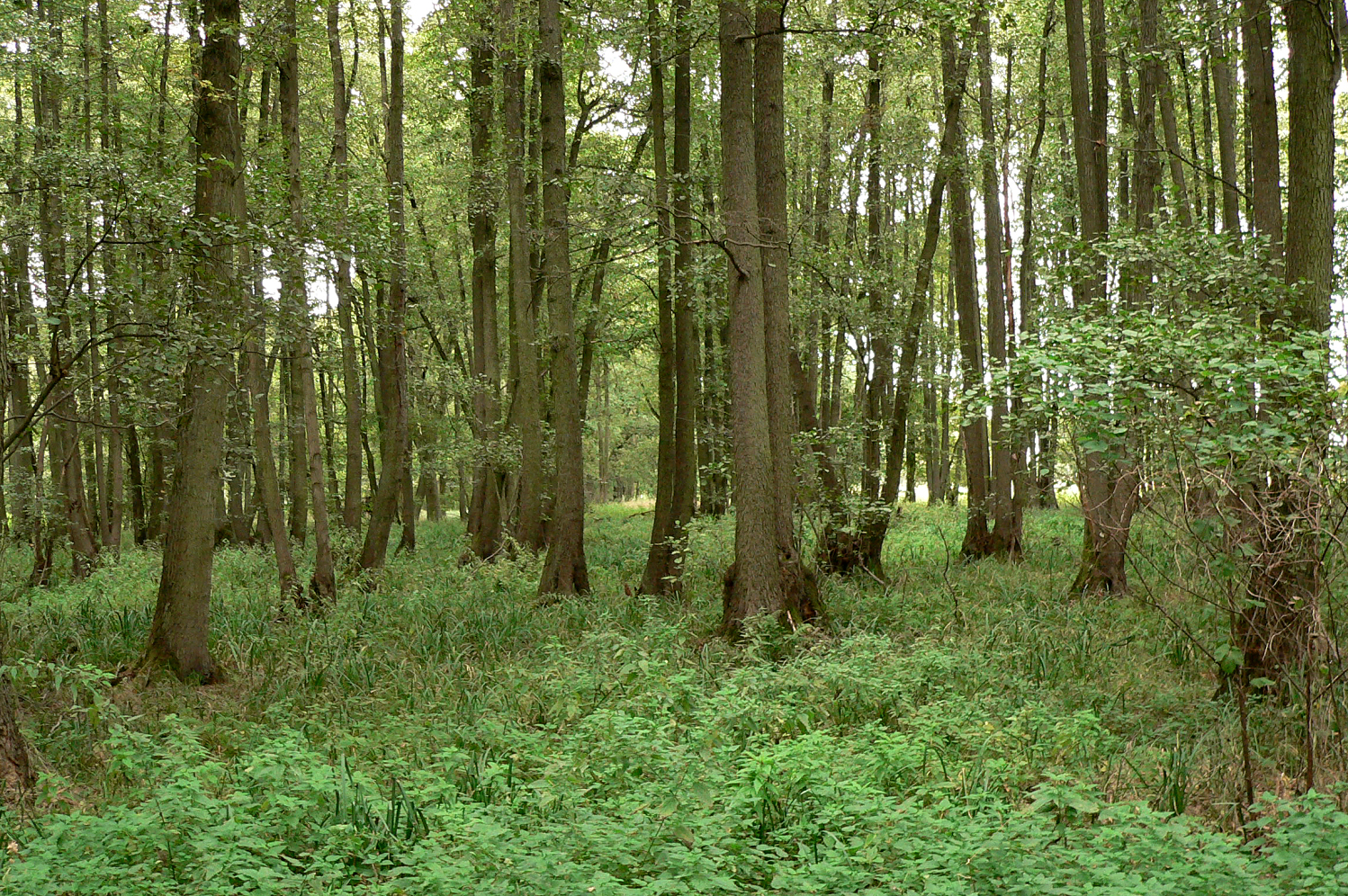
Bruchwald

Au- und Bruchwälder werden von Schwarzerle, Gewöhnlicher Esche, Moorbirke, Gewöhnlicher Traubenkirsche, Gemeiner Hasel, Stieleiche, Flatterulme, Feldulme und Blutrotem Hartriegel gebildet. Dazu gesellt sich Echter Hopfen. In der Krautschicht siedeln beispielsweise Sumpfsegge, Waldengelwurz, Sumpfschwertlilie, Großes Hexenkraut, Gewöhnliches Hexenkraut und Rasen-Schmiele. Die Wälder verfügen über einen hohen Alt- und Totholzanteil.
Das Gebiet ist auch Lebensraum für Biber und Fischotter. Es beherbergt unter anderem die Amphibien- und Reptilienarten Kammmolch, Knoblauchkröte, Moorfrosch, Laubfrosch, Ringelnatter und Kreuzotter. In bewaldeten Bereichen ist auch die Waldeidechse heimisch. Das Gebiet ist Lebensraum verschiedener Fledermäuse, darunter Zwerg-, Rauhaut-, Breitflügel-, Fransen-, Wasserfledermaus und Großer und Kleiner Abendsegler. Die Grünlandbereiche beherbergen unter anderem die Schmetterlingsarten Feuchtwiesen-Perlmuttfalter, Östlicher Großer Fuchs, Großer und Kleiner Schillerfalter und die Heuschreckenarten Sumpfschrecke und Sumpfgrashüpfer.
Vögel sind unter anderem durch Kranich, Weißstorch, Schwarzstorch, Graureiher, Rot- und Schwarzmilan, Baumfalke, Rohrweihe, Wachtel, Rebhuhn, Wachtelkönig, Kiebitz, Bekassine, Wendehals, Mittel-, Klein- und Grünspecht, Pirol, Nachtigall, Wiesenpieper, Schafstelze, Schilf- und Drosselrohrsänger, Braun- und Schwarzkehlchen, Gartenrotschwanz, Feldschwirl, Feldlerche, Krickente, Tüpfelsumpfhuhn und Wasserralle vertreten.

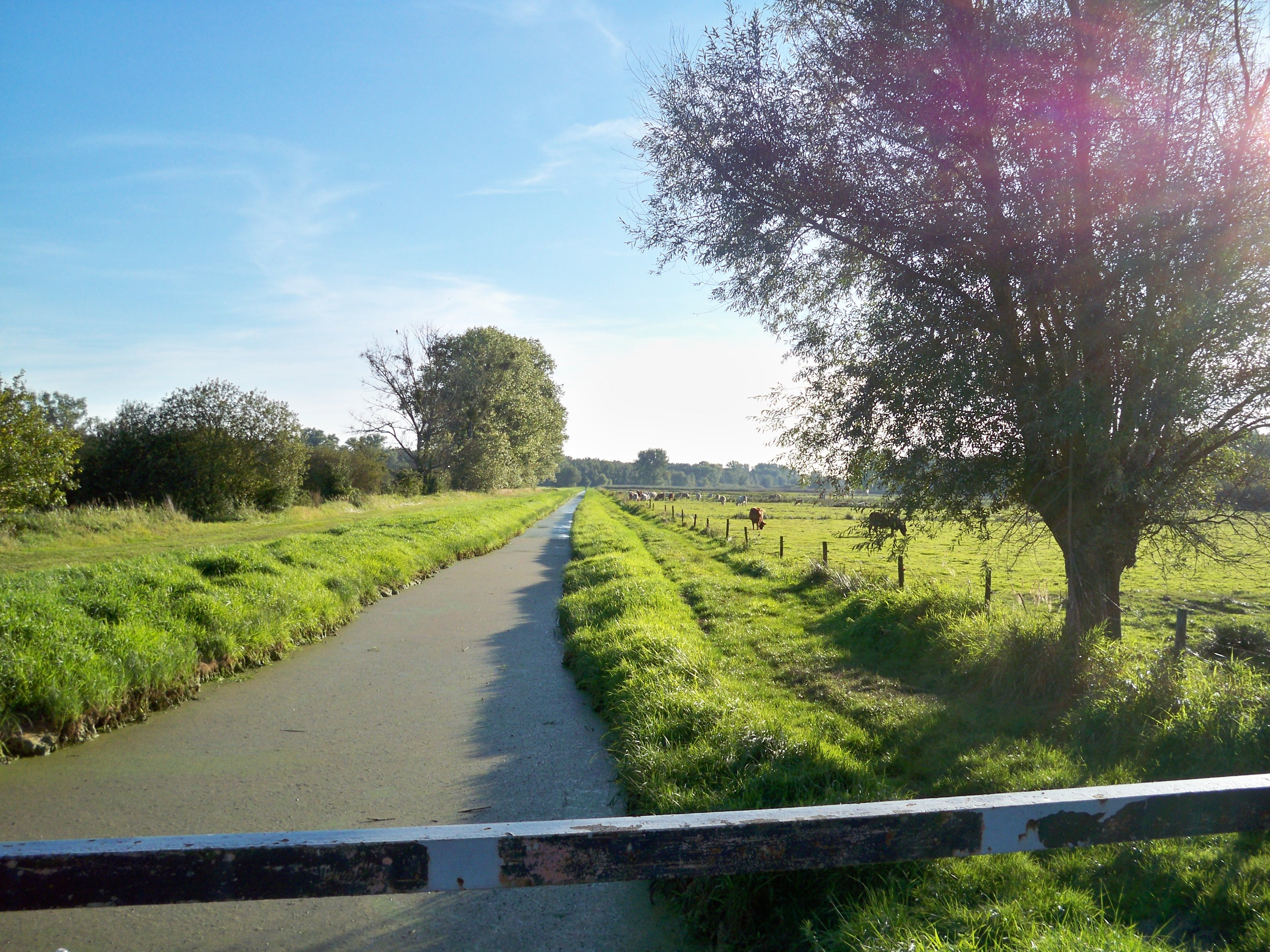
Vorderer Drömlingsgraben

Die Gewässer im Naturschutzgebiet beherbergen beispielsweise Gewöhnlichen Pillenfarn, Gewöhnliche Wassernabel, Froschbiss, Schwimmendes Laichkraut, Dreifurchige Wasserlinse, Kleine Wasserlinse, Krebsschere, Gelbe Teichrose und Weiße Seerose. Sie sind Lebensraum für verschiedene Amphibien, die Fischarten Bitterling, Hasel, Gründling, Schlammpeitzger und Steinbeißer, die Bachmuschel sowie Libellen, darunter Große Moosjungfer, Gemeine Keiljungfer und Glänzende Binsenjungfer.
Zwischen 2006 und 2008 wurden als Kompensationsmaßnahme für den Ausbau des Mittellandkanals aufgelassene Fischteiche und Baumschulanlagen im Naturschutzgebiet zu einer naturnahen Gewässerlandschaft umgebaut. Der Bau einer Umgehungsstraße von Vorsfelde im Zuge der Bundesstraße 188 am Südrand des Naturschutzgebietes wird diskutiert.
Das Gebiet ist durch mehrere Wirtschaftswege erschlossen, die von Fußgängern und Radfahrern zur Naherholung genutzt werden können. Es grenzt vielfach an weitere Grünlandbereiche, kleinflächig auch an Äcker. Im Westen grenzt es an die Wolfsburger Ortsteile Wendschott und Vorsfelde, im Süden teilweise an das jenseits eines Wirtschaftswegs liegende Vorsfelde-Süd und ein an die Ortslage angrenzendes Gewerbegebiet. Zwischen Vorsfelde und Vorsfelde-Süd ist das Naturschutzgebiet auf den Verlauf der Aller begrenzt. Hier quert die Bundesstraße 188 das Gebiet. Die Kötherwiesen grenzen im Norden teilweise an die Bundesstraße 188, im Süden teilweise an den Mittellandkanal und im Westen an das Naherholungsgebiet Allerpark mit dem Allersee.